# Jan van Kessel le Jeune
Pour les articles homonymes, voir Kessel.
Jan van Kessel, dit le jeune, né en 1654 à Anvers et mort en 1708 à Madrid, est un peintre flamand.

## Biographie
Fils du peintre Jan van Kessel et frère de Ferdinand van Kessel, il est formé dans l'atelier de son père. Il s'installe en 1679 en Espagne, comme portraitiste. Il est reconnu en 1686 comme peintre à la cour de Charles II d'Espagne.

## Œuvres
- 1679 : Portrait de famille, au Musée national de Varsovie.

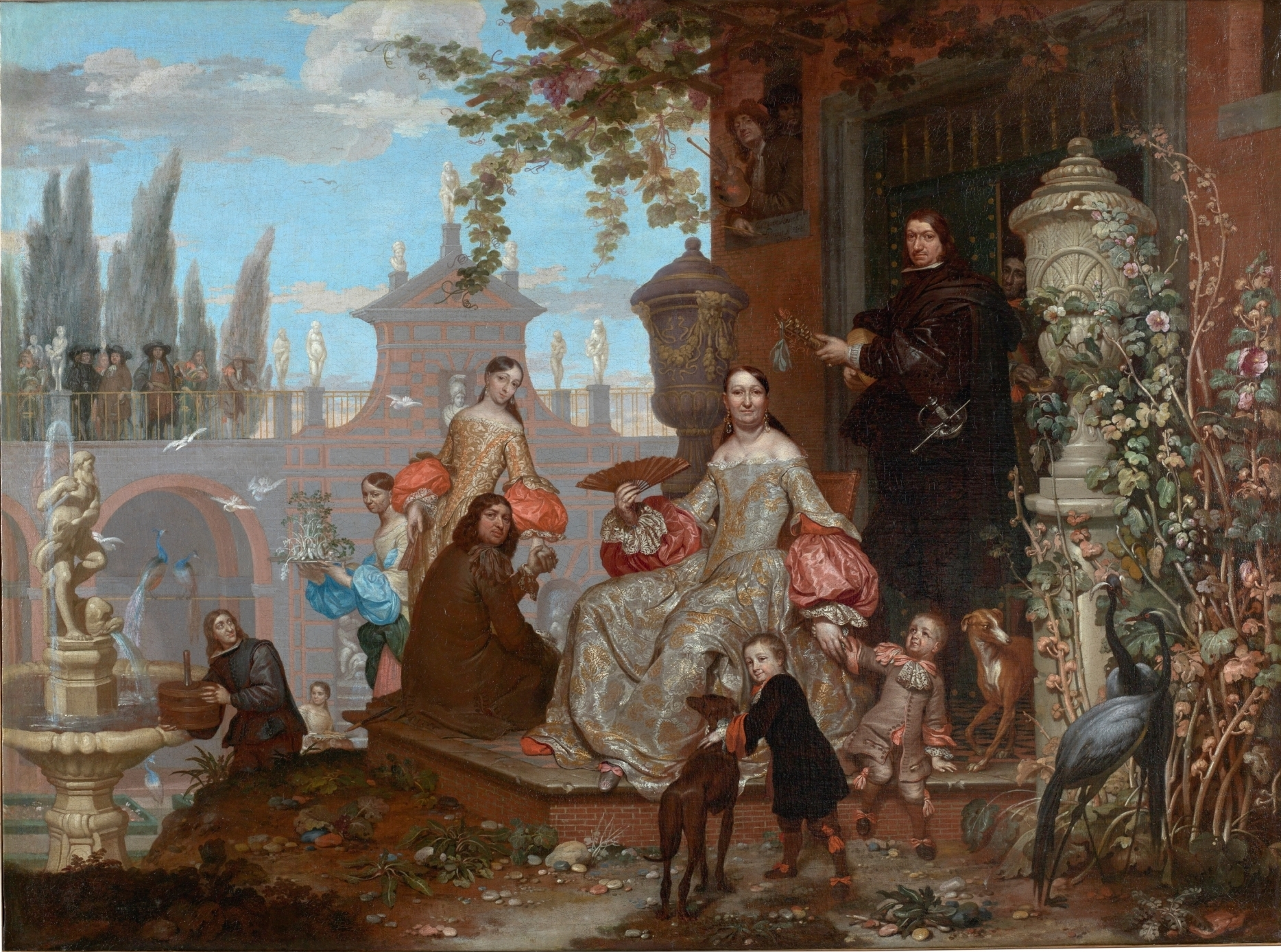
Portrait de famille dans un jardin, 1679
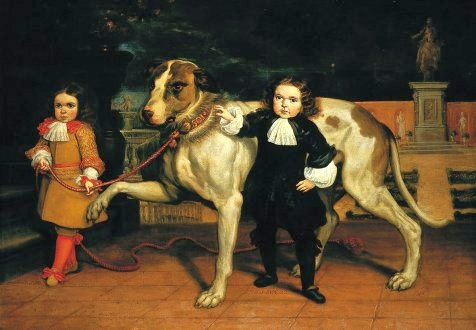
Nains avec un chien